# Comica
Comica est une société de production de cinéma française, filiale de Pathé, spécialisée dans la Comédie. Elle fut fondée à Nice en 1910 et dirigée par Roméo Bosetti.
On peut signaler parmi ses réalisateurs Alfred Machin et parmi ses acteurs vedettes Maurice Schwartz et Sarah Duhamel (avec leur personnage respectif : Little Moritz et Rosalie).
Elle produisit plusieurs autres séries comiques, parmi lesquelles Bigorno (René Lantini), Roméo (Roméo Bosetti), Babylas (Louis-Jacques Boucot), Titi, ou Caroline (Ellen Lowe). 